# Baronia de Molins de Rei
La baronia de Molins de Rei fou una jurisdicció senyorial concedida, el 1430, per Alfons el Magnànim a Galceran de Requesens i de Santacoloma sobre la vila homònima.
La seva jurisdicció incloïa, a més de Molins de Rei, les parròquies de Santa Creu d'Olorda i Santa Maria de Vallvidrera. La proximitat geogràfica d'aquests senyorius amb els territoris de la Baronia de Martorell (després, marquesat de Martorell), fa que sovint es parli de tots dos com d'una sola baronia, pertanyent al llinatge Requesens i que amb el temps recauria successivament a la casa dels Zúñiga, als Fajardo, marquesos de Los Vélez, a la casa de Villafranca del Bierzo i la casa de Medina-Sidonia.
Abans de constituir la baronia Molins de Rei era una Vila reial reconeguda pel mateix rei Alfons en privilegi concedit l'1 d'abril de 1419 a petició de la Universitat i singulars persones de Molins de Rei els quals havien contribuït a les arques reials amb 54.000 sous.
Onze anys més tard, el 28 de juny de 1430, i sense consultar als veïns de la vila, Alfons V concedeix la vila a Galceran de Requesens junt amb Santa creu d'Olorda i Santa Maria de Vallvidrera constituint així la Baronia.
Aquest fet fou protestat pels veïns de Molins de Rei inicialment. Amb tot s'arribà a un acord entre els veïns de Molins i Galceran segons el qual la vila acceptava Galceran com a senyor a canvi que aquest els eximis del pagament certs drets feudals. Dit acord fou ratificat pel rei el 27 de juny de 1430 a Tarassona.(Franco Silva:1980)